# Франческо Розетта
Франческо Розетта (італ. Francesco Rosetta, 9 жовтня 1922, Б'яндрате — 8 грудня 2006, Галліате) — італійський футболіст, що грав на позиції захисника, зокрема за «Фіорентину», а також національну збірну Італії.

## Клубна кар'єра
Народився 9 жовтня 1922 року в місті Б'яндрате. Вихованець футбольної школи клубу «Спарта Новара».
У дорослому футболі дебютував 1941 року виступами за друголігову команду «Новара».
1946 року перейшов до «Торіно», у складі якого став чемпіоном Італії у своєму єдиному проведеному у туринській команді сезоні 1946/47. Провів у переможному для команди турнірі лише 13 ігор.
Наступний сезон провів в «Алессандрії», де вже був гравцем основного складу, утім не завадивши її пониженню в класі до Серії B за результатами сезону.
Однак сам гравець продовжив виступи в елітному італійському дивізіоні, перейшовши влітку 1948 року до «Фіорентини». Відіграв за «фіалок» наступні дев'ять сезонів своєї ігрової кар'єри. Більшість часу, проведеного у складі «Фіорентини», був основним гравцем захисту команди, а протягом останніх років — її капітаном. У сезоні 1955/56 допоміг флорентійцям здобути перший у їх історії титул чемпіонів Італії, який для самого Розетти став вже другим у кар'єрі.
Протягом 1957—1958 років грав за «Верону», а завершував ігрову кар'єру у швейцарському «Лугано», за який виступав протягом 1958—1959 років.

## Виступи за збірну
У травні 1949 року дебютував в офіційних іграх у складі національної збірної Італії матчем Кубка Центральної Європи 1948—1953 проти збірної Австрії.
Загалом протягом кар'єри у національній команді, яка тривала 8 років, провів у її формі 7 матчів.
Помер 8 грудня 2006 року на 85-му році життя у місті Галліате.
| Дата       | Місто     | Господарі      | Результат | Гості          | Турнір                             | Голи | Примітки |
| ---------- | --------- | -------------- | --------- | -------------- | ---------------------------------- | ---- | -------- |
| 22-5-1949  | Флоренція | Італія         | 3 – 1     | Австрія        | Кубок Центральної Європи 1948—1953 | -    |          |
| 26-4-1953  | Прага     | Чехословаччина | 2 – 0     | Італія         | Кубок Центральної Європи 1948—1953 | -    |          |
| 13-11-1953 | Каїр      | Єгипет         | 1 – 2     | Італія         | Відбір до ЧС 1954                  | -    |          |
| 13-12-1953 | Генуя     | Італія         | 3 – 0     | Чехословаччина | Кубок Центральної Європи 1948—1953 | -    |          |
| 24-1-1954  | Мілан     | Італія         | 5 – 1     | Єгипет         | Відбір до ЧС 1954                  | -    |          |
| 18-12-1955 | Рим       | Італія         | 2 – 1     | ФРН            | товариський матч                   | -    |          |
| 15-2-1956  | Болонья   | Італія         | 2 – 0     | Франція        | товариський матч                   | -    |          |
| Усього     |           | Матчів         | 7         |                | Голів                              | 0    |          |

## Титули і досягнення
- Чемпіон Італії (2):

«Торіно»: 1946-1947
«Фіорентина»: 1955-1956